# Joseph von Hammer-Purgstall
Le baron Joseph von Hammer-Purgstall, né (von) Hammer à Graz (Styrie) le 9 juin 1774 et mort à Vienne le 23 novembre 1856, est un diplomate et orientaliste autrichien. Il est connu comme traducteur de littérature orientale et considéré comme l'un des fondateurs de l'étude scientifique de l'Empire ottoman.

## Biographie
Né d'un père fonctionnaire autrichien (équivalent d'un préfet de police) anobli, Josef von Hammer, il entra à l'âge de 15 ans à l'Académie royale des langues orientales de Vienne, qui formait les jeunes interprètes des services diplomatiques. Pendant cinq ans, il étudia le turc, le persan et l'arabe, ainsi que l'italien, le français, le latin et le grec. Son don pour les langues se manifesta dès 1790, quand il servit d'interprète à l'occasion de la visite d'une délégation turque.
Ses études terminées, il demeura à l'Académie, où débuta son travail scientifique. Il traduisit des articles de l'encyclopédie du savant turc Hajji Khalifa et collabora avec l'historien Johannes von Müller (1752-1809) ainsi que l'orientaliste Bernhard von Jenisch (1734-1807).
En 1799, il fit son premier voyage à Constantinople. En 1800, il prit part à la campagne contre les Français en Égypte, en tant qu'interprète et traducteur de l'amiral britannique Sidney Smith, à bord du vaisseau Tiger, ainsi qu'à la retraite d'Akko. Il accompagna ensuite Sidney Smith à Londres, où il apprit l'anglais. Puis il poursuivit son périple à Paris, où il rencontra l'orientaliste Silvestre de Sacy, avant de rentrer en Autriche en 1801.
En 1802, il fut secrétaire de la légation autrichienne à Constantinople, d'où il put réaliser de petites excursions en Asie mineure et en Grèce. Il écrivit à cette époque un journal de voyage, le roman Antar, et traduisit les Contes des mille et une nuits.
Le conflit permanent qui l'opposait à son supérieur conduisit à sa mutation en 1806 au consulat général de Jassy en Moldavie.
En 1807, il obtint le poste d'interprète à la chancellerie de la cour de Vienne. De 1809 à 1818, il publia la revue Fundgruben des Orients (Puits de connaissance de l'Orient). En 1817, il accéda au rang de conseiller de la Cour. Il épousa Caroline von Henikstein, fille de Joseph von Henikstein (en).
Après la mort de son ami, le comte Wenzel Johann von Purgstall, et de son fils, il hérita du domaine de Hainfeld en Styrie, puis il reçut en 1835 le titre de baron d'Autriche sous le nom de Hammer-Purgstall. Comme il n'obtenait pas de véritables tâches à Constantinople, il put se consacrer presque entièrement à la littérature. Par la suite, il entra en conflit à Vienne avec Metternich, ce qui le contraignit à travailler à domicile, et profita sans doute à ses recherches. Responsable des bibliothèques sous l'occupation napoléonienne, il réussit à limiter les pillages. En décembre 1809, il put même obtenir à Paris la restitution de manuscrits précieux.
Hammer-Purgstall traduisit de nombreuses œuvres orientales en allemand, comme le premier livre de l'Histoire de Wassaf, le Divan de Hafez en 1812, recueil de poèmes qui fut une source d'inspiration pour Goethe pour son West-östlicher Divan publié en 1819 (Divan occidental-oriental). Théophile Gautier fait allusion à son Histoire de l'ordre des assassins (traduite en français en 1833) dans Le club des Hachichins. Il eut comme élève le poète allemand Friedrich Rückert, auquel il enseigna le persan.
Dès 1810, il milita activement pour la formation d'une académie des sciences autrichienne, projet qui vit le jour seulement en 1847 et dont il fut le premier président de 1848 à 1849. Il fut élu associé étranger de l'Académie des inscriptions et belles-lettres en 1835.
En 1825, il traduit le diwan de l'un des plus grands poètes turcs, Bâkî, et fait ainsi découvrir l'œuvre de ce dernier à l'Occident.

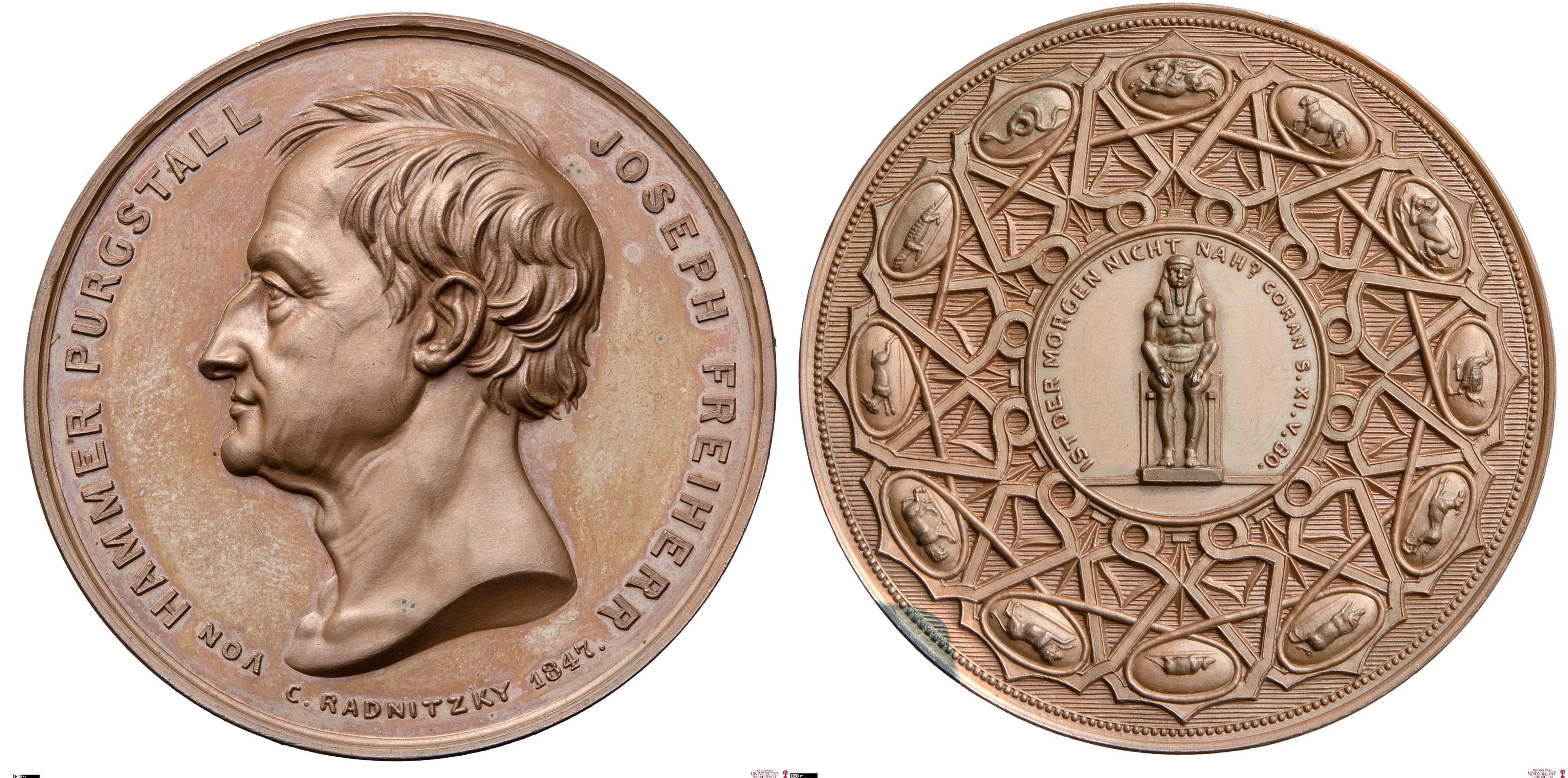
Médaille Joseph von Hammer-Purgstall 1847

Il y a une médaille pour Hammer-Purgstall gravée en 1847.
En 1858, A. Weikert fonda et nomma en son hommage la Österreichische Orientgesellschaft Hammer-Purgstall (Société autrichienne de l'Orient Hammer-Purgstall), qui œuvre aux contacts culturels entre le Proche-Orient et l'Autriche, et prend en charge les étudiants de l'aire musulmane.

## Œuvre

### Les Mille et une nuits
Quand Joseph von Hammer-Purgstall se rendit à Constantinople en 1779 afin d'être ambassadeur d'Autriche, Johann Amadeus Franz de Paula, Baron Thugut le chargea de lui acheter un manuscrit complet des Mille et une nuits. Mais ses recherches dans les librairies de la ville ne donnèrent rien, tout comme son séjour de dix semaines au Caire. Deux ans plus tard, il obtint enfin du manuscrit des Contes Arabes, grâce au consul général d'Autriche, Rosetti. Ce dernier, peu de temps auparavant, en avait procuré un autre identique à l'ambassadeur de Russie, Andreï Iakovlévitch Italinski (ru). Ces deux documents étaient les copies d'un même exemplaire.
C'est ainsi qu'Hammer lut, pour la première fois, le recueil complet des Mille et une nuits. Il y découvrit la véritable conclusion de cet ouvrage, alors ignorée en Europe. Aussi, il connaissait déjà le contenu d'un manuscrit rempli de lacunes, qu'il avait acquis au Caire pour le baron et qu'il lut avec le plus vif intérêt. Puis, il passa deux années comme secrétaire de l'ambassade à Constantinople, où il traduisit en français les contes qui n'avaient pas encore été publiés par Antoine Galland. Il envoya la fin du recueil à son ami l'orientaliste Silvestre de Sacy, qu'il communiqua à l'un des nouveaux éditeurs des Contes Arabes, Jean Jacques Antoine Caussin de Perceval. Lors de son séjour parisien en 1810, Hammer lui remit entre les mains sa traduction française manuscrite. Il espérait qu'il l'ajouterait à sa nouvelle édition et la publierait sous le nom de son véritable auteur. Mais Hammer affirma par la suite « j'appris bientôt après qu'il donnait mon travail comme le sien propre, en se permettant toutes sortes de changements arbitraires, et sans nommer le traducteur ». Caussin de Perceval mentionne bien von Hammer-Purgstall, mais il le nomme seulement « M. de ***, savant orientaliste ».
Il reprit alors son manuscrit, qu'il confia au libraire Cotta de Tubingue, qui devait en livrer une version allemande en même temps que la traduction française. Mais la première, faite sur le texte français par August Ernst Zinserling (de), a seulement été mise à jour. Le manuscrit fut renvoyé à Paris, où il demeura entre les mains de Silvestre de Sacy, jusqu'en 1820. À cette époque, le professeur Keene du collège oriental de Hartford proposa à son ami Hammer de lui envoyer sa traduction française afin de la publie à Londres. Ce dernier en recommanda alors l'envoi à son ami le conseiller de l'ambassade baron Binder von Krieglstein. Mais, un hasard malheureux perdit le courrier contenant le manuscrit, qu'il fut impossible de retrouver malgré toutes les recherches effectuées par le conseiller à Paris et à Londres. C'est la perte de la traduction de Hammer, qu'il juge d'une plume élégante et savante, qui a poussé l'orientaliste français Guillaume-Stanislas Trébutien à entreprendre celle qu'il publia en 1828, Contes inédits des mille et une nuits, en 3 volumes.

### Ouvrages traduits en français
- Histoire de l'Empire ottoman, depuis son origine jusqu'à nos jours traduit par J. J. Hellert, Bellizard, 1836 (en ligne: les périodes 1623-1640, 1676-1699, 1699-1718).
  - Edition originale: Geschichte des osmanischen Reiches, Pest, 1827-35 (en ligne: les périodes 1453-1520, 1520-1623, 1739-1774 et les sommaires et index).
- Histoire de l'ordre des assassins, traduit par J. J. Hellert et P.-A. de la Nourais, Pardès, Puiseaux, 2002  (ISBN 2-86714-277-6) ; éd. de 1833, Paulin (en ligne sur Gallica).